# شقال
الشَقَال أو الشُوْقَال (الاسم العلمي:Prasium) (نقحرة: براسيون) هو جنس وحيد النوع من النباتات يتبع الفصيلة الشفوية من رتبة الشفويات.

## أنواع الشقال
يضم جنس الشقال نوعا وحيدا هو:
- شقال كبير